# Criminal Minds (7.ª temporada)
A sétima temporada de Criminal Minds estreou na CBS nos Estados Unidos em 21 de setembro de 2011.Tanto A.J. Cook quanto Paget Brewster foram recontratados pela CBS para reprisar seus papéis como Jennifer Jareau e Emily Prentiss.Em 15 de fevereiro de 2012, o Deadline Hollywood informou que Paget Brewster (Emily Prentiss) deixaria a série, definitivamente, assim que a sétima temporada terminasse. Todos os outros atores principais do programa garantiram acordos para retornar para a oitava temporada.O final da temporada de duas horas, que ocorreu em 16 de maio de 2012, revela Prentiss tomando a decisão de deixar o BAU.
Em 14 de março de 2012, a CBS renovou Criminal Minds para uma oitava temporada.

## Elenco

### Elenco principal
- Joe Mantegna como Agente Especial de Supervisão David Rossi (Agente Sênior da BAU);
- Paget Brewster como Agente Especial Supervisora Emily Prentiss (Agente BAU);
- Shemar Moore como Agente Especial de Supervisão Derek Morgan (Agente BAU);
- Matthew Gray Gubler como Agente Especial de Supervisão Dr. Spencer Reid (Agente BAU);
- A. J. Cook como Agente Especial de Supervisão Jennifer "JJ" Jareau (Agente BAU);
- Kirsten Vangsness como agente especial Penelope Garcia (analista técnico da BAU e ligação de co-comunicações);
- Thomas Gibson como Agente Especial de Supervisão Aaron "Hotch" Hotchner (Chefe da Unidade BAU e Ligação de Co-Comunicação).

### Elenco recorrente
- Bellamy Young como Beth Clemmons;
- Jayne Atkinson como Agente Especial de Supervisão Erin Strauss (Chefe da Seção BAU);
- Cade Owens como Jack Hotchner;
- Nicholas Brendon como Kevin Lynch;
- Josh Stewart como William "Will" LaMontagne Jr.;
- Mekhai Andersen como Henry LaMontagne.

## Estrelas Convidadas

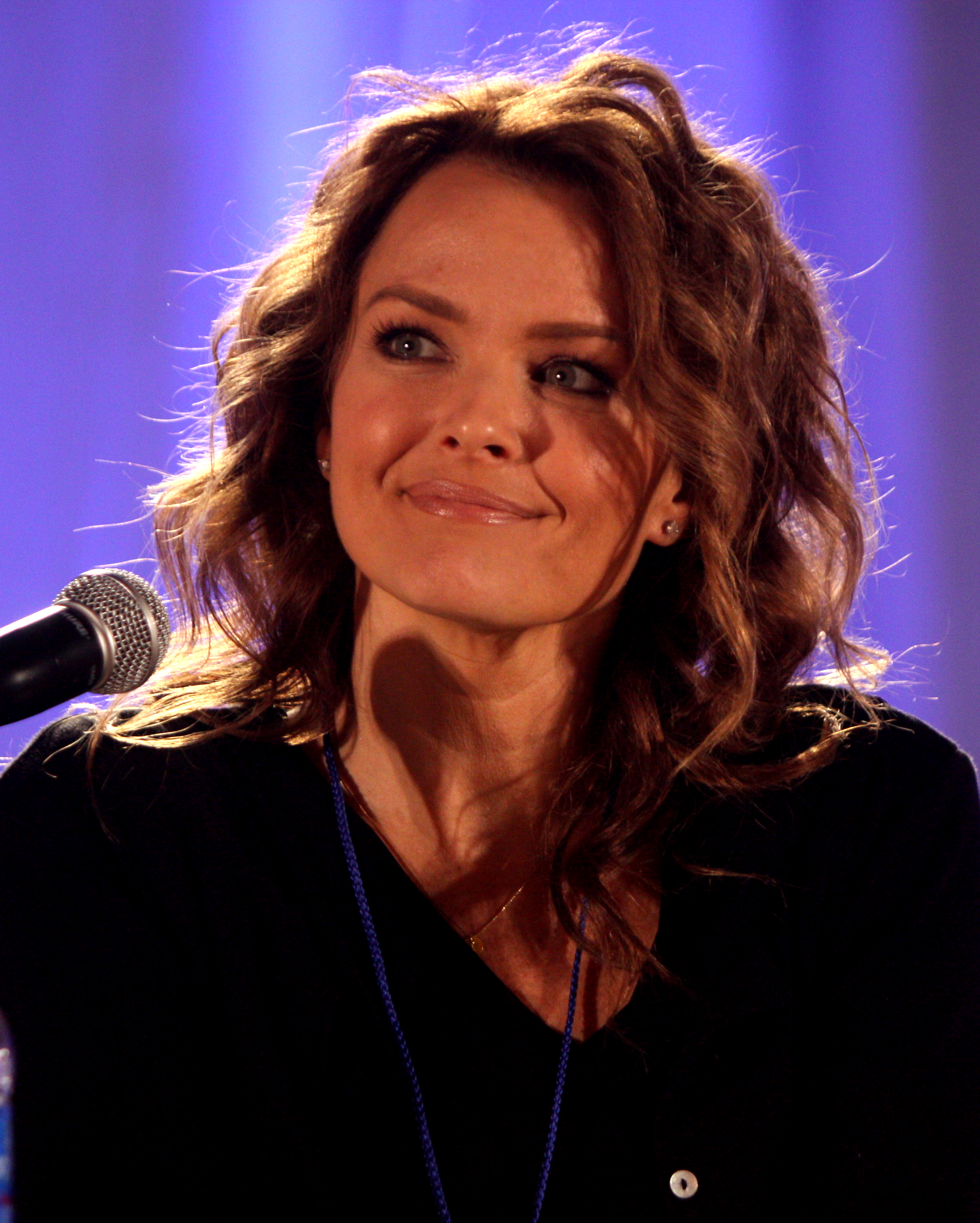
a estrela de Saw, Dina Meyer aparece no episódio "Unknown Subject" como Regina Lampert.

Na estréia da temporada "It Takes a Village", Timothy V. Murphy reprisa como Ian Doyle, e Robin Atkin Downes co-estrelou como Lachlan McDermott, um criminoso internacional que busca vingança contra Doyle por assassinar seu irmão Jimmy. No episódio "Proof", Andy Milder co-estrelou como Cy Bradstone, um serial killer com problemas mentais que remove os cinco sentidos de suas vítimas com ácido sulfúrico. Johanna Braddy co-estrelou como a sobrinha de Cy, Tammy, e Tracy Middendorf co-estrelou como a mãe de Tammy, Lyla, sobre quem Cy tinha uma obsessão secreta. No episódio "Dorado Falls", Max Martini co-estrelou como Luke Dolan, um ex-Seal da Marinha dos EUA que sofre detranstorno de estresse pós-traumático e síndrome de capgras que vai em uma fúria assassina. Sarah Aldrich co-estrelou como a esposa de Luke, Jenna.

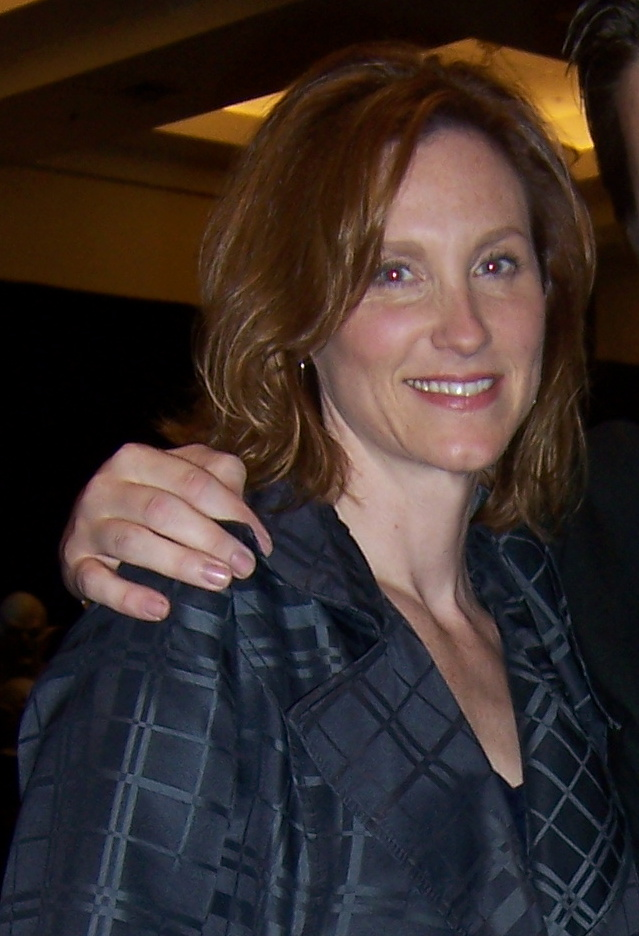
Judith Hoag aparece no episódio "Unknown Subject" como Diana Mitchell.

No episódio "Painless", Eric Jungmann co-estrelou como Robert Adams, um sobrevivente de um tiroteio no ensino médio que copiou os assassinatos cometidos por Randy Slade. Julia Campbell co-estrelou como a mãe de Randy, Martha Slade, e Aaron Hill co-estrelou como Jerry Holtz, outro sobrevivente do tiroteio que é assassinado por Robert. No episódio "From Childhood's Hour", Isabella Hofmann co-estrelou como Carolyn Baker, a primeira esposa de David Rossi que morre de esclerose lateral amiotrófica. Heather Tom co-estrelou como Connie Barton, uma mãe que é sequestrada por George Kelling. No episódio "Não há lugar como o lar", Alex Weed co-estrelou como Travis James, um serial killer que sequestrou prostitutas.

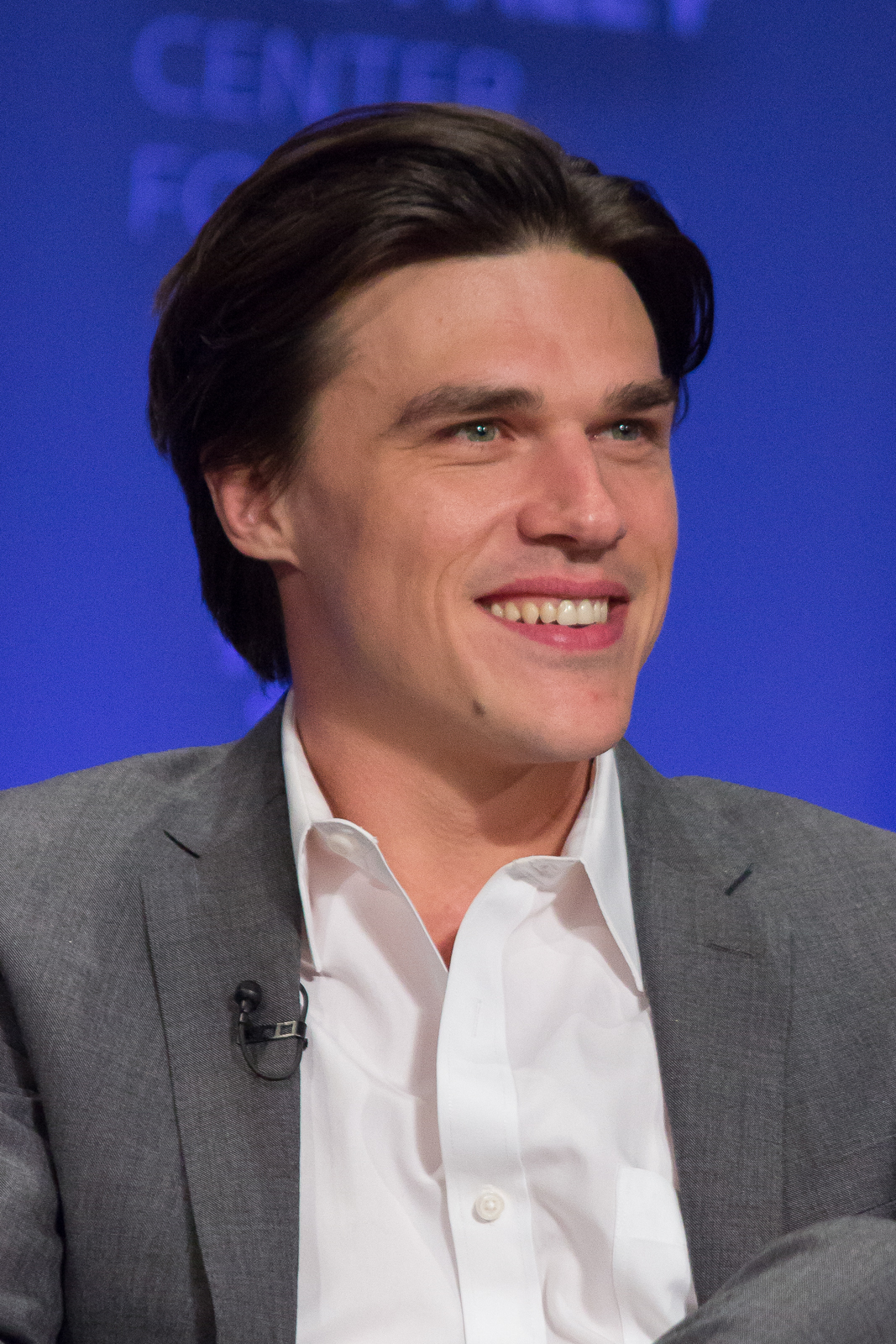
Finn Wittrock aparece no episódio "True Genius" como Harvey Morell.

No episódio "Hope", Brigid Brannagh co-estrelou como Monica Kingston, uma mãe cuja filha foi sequestrada e assassinada por Bill Rogers, interpretado por Jack Coleman. No episódio "Self-Fulfilling Prophecy", René Auberjonois de Star Trek: Deep Space 9 fama co-estrelou como Coronel Ronald Massey, o líder da Academia Militar de Somerville e cúmplice criminoso de seu segundo em comando e de vingativo de um cadete morto pai. No episódio "The Bittersweet Science", Shawn Hatosy co-estrelou como Jimmy Hall, um boxeador profissional e assassino de farra cujo filho morre de leucemia. David Mazouz, que co-estrelou com Kieffer Sutherland no programa de TV Touch, interpreta o jovem Ryan Hall. Carlos S. co-estrelou como Tony Cole, treinador de boxe de Jimmy. Danny Goldman co-estrelou como o detetive Bob Zablonsky, que lidera a investigação dos assassinatos.

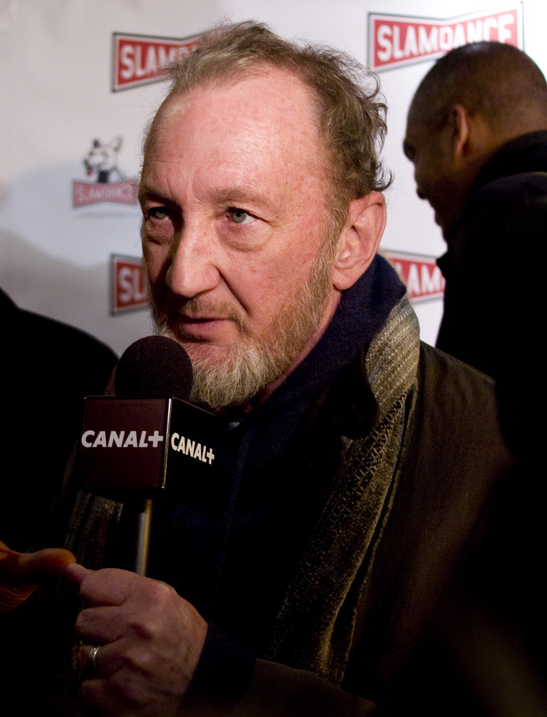
a estrela de A Nightmare on Elm Street, Robert Englund aparece no episódio "Heathridge Manor" como Det. Gassner.

No episódio "Unknown Subject", Jay Karnes co-estrelou como Hamilton Bartholomew, também conhecido como "The Piano Man", um estuprador em série que está agredindo as vítimas que ele estuprou anteriormente. No episódio "Snake Eyes", Dean Cain co-estrelou como Curtis Banks, um serial killer com problemas de jogo. Vanessa Branch co-estrelou como a esposa de Curtis, Teri. No episódio "Closing Time", Geoffrey Blake co-estrelou como Michael Janeczko, um serial killer que tinha como alvo homens que se divorciaram, o que refletia o próprio passado de Michael. Tyler Neitzel co-estrelou como enteado de Michael, Hunter Wright. No episódio "A Thin Line", Paul Johansson co-estrelou como Clark Preston, um candidato a prefeito e cúmplice criminal do assassino em série de crimes de ódio Trevor Mills.

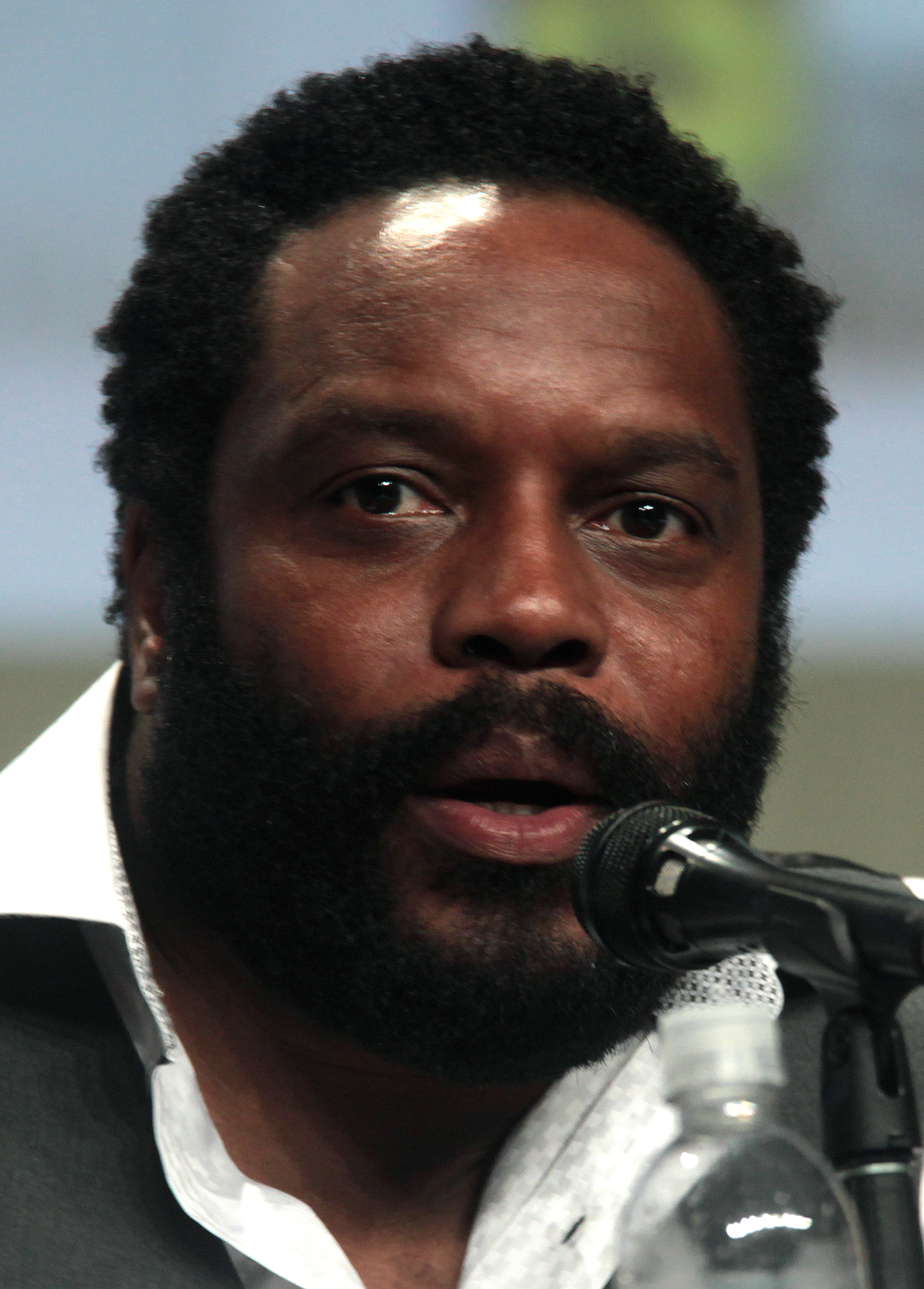
a estrela de The Walking Dead, Chad Coleman aparece no episódio "The Company" como Malcolm Ford.

No episódio "A Family Affair", Kathy Baker e William Russ co-estrelou como Donald e Linda Collins, os pais do serial killer paraplégico Jeffrey Collins. No episódio "I Love You, Tommy Brown", Teri Polo co-estrelou como Margaret Hollman, uma professora do ensino médio mentalmente instável que se apaixonou por um de seus alunos, Thomas Brown, com quem teve um filho. No episódio "Foundation", Hedy Burress co-estrelou como Samantha Allen, filha do sequestrador pedófilo JB Allen. No episódio "Heathridge Manor", Juliet Landau co-estrelou como Catherine Heathridge, uma herdeira têxtil que sofreu uma reação psicótica a uma peça de Shakespeare que a convenceu de que as atrizes principais eram "The Devil's Wives", levando-a a assassiná-las. Kyle Gallner e Madeleine Martin estrelaram como os filhos de Catherine, James e Lara, que seguiram seus passos. Robert Englund apareceu como Detetive Gassner, que pede ajuda ao BAU.

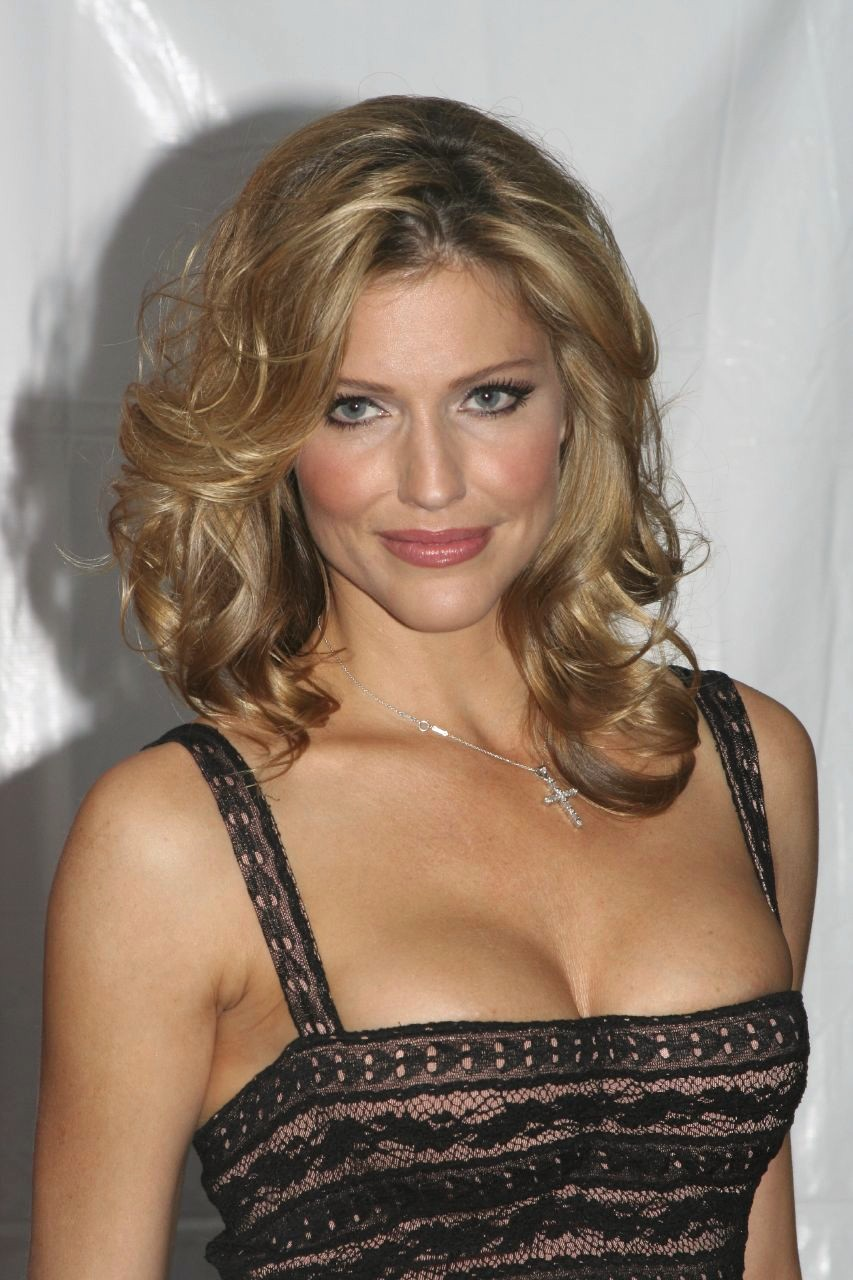
Tricia Helfer aparece no final da temporada de duas partes como Izzy Rogers.

No episódio "The Company", Shanola Hampton co-estrelou como Cindi Burns, prima de Derek Morgan que sofria de síndrome de Estocolmo depois de se casar e dar à luz o filho de seu sequestrador, Malcolm Ford. No episódio "Divining Rod", Mackenzie Astin co-estrelou como Dylan Kohler, o assassino imitador do serial killer Rodney Baines Garrett. No final da temporada de duas partes "Hit & Run", Josh Randall co-estrelou como Matthew Downs, um membro do Face Cards e amante de Izzy Rogers, e Evan Jones co-estrelou como Chris Stratton, outro membro do Face Cards. Sebastian Roche reprisa como Clyde Easter, ex-parceiro de Emily Prentiss na Interpol que lhe oferece um emprego como chefe do escritório da Interpol em Londres, que ela aceita, causando sua saída do BAU.

## Episódios
| Seq. | Episódios | Título                     | Direção             | Escrito por            | Data de exibição        | Audiência EUA (em milhões) |
| --- | --------- | -------------------------- | ------------------- | ---------------------- | ----------------------- | -------------------------- |
| 139 | 1         | "É preciso uma aldeia"     | Glenn Kershaw       | Erica Messer           | 21 de setembro de 2011  | 14,14                      |
| Enquanto a BAU testemunha perante um Comitê do Senado sobre sua chamada vingança contra Ian Doyle (Timothy V. Murphy), uma série de eventos é revelada em que uma investigação sobre o desaparecimento do filho de Doyle testa a equipe de maneiras que nunca imaginaram e causa um fantasma de seu passado para retornar.                                                                                            |           |                            |                     |                        |                         |                            |
| 140 | 2         | "Prova"                    | Karen Gaviola       | Janine Sherman Barrois | 28 de setembro de 2011  | 12,58                      |
| Quando duas mulheres de Durant, Oklahoma, são agredidas sexualmente e cegas com ácido sulfúrico, a BAU procura um assassino determinado a se vingar de um rosto de seu passado. Enquanto isso, JJ confronta Reid sobre seu comportamento recente e Rossi organiza uma aula de culinária em equipe. |           |                            |                     |                        |                         |                            |
| 141 | 3         | "Cachoeira Dorada"         | Félix Alcalá        | Sharon Lee Watson      | 5 de outubro de 2011    | 13,43                      |
| Quando sete pessoas morrem em um assassinato em massa em uma empresa de segurança de Internet da Virgínia e um casal é morto a tiros em sua casa, a BAU se propõe a estabelecer uma conexão entre os dois crimes. Enquanto isso, Prentiss trabalha com Morgan para se preparar para seu treinamento de recertificação.                                                                                                |           |                            |                     |                        |                         |                            |
| 142 | 4         | "Sem dor"                  | Larry Teng          | Breen Frazier          | 12 de outubro de 2011   | 12,87                      |
| Quando um diretor de Boise, Idaho morre dias antes do décimo aniversário de um massacre no ensino médio, a BAU tenta rastrear um colecionador de injustiças determinado a cumprir uma vingança contra os sobreviventes. Enquanto isso, Hotch fica cada vez mais preocupado com Jack após uma conferência de pais e professores e Morgan e Reid se envolvem em uma guerra de brincadeiras.                             |           |                            |                     |                        |                         |                            |
| 143 | 5         | "Desde a Hora da Infância" | Anna J. Foerster    | Bruce Zimmerman        | 19 de outubro de 2011   | 13,15                      |
| Quando um menino de nove anos de St. Louis, Missouri, desaparece e sua mãe problemática morre, a BAU procura por um assassino que usa sua profissão para ganhar a confiança de suas vítimas. Enquanto isso, Rossi descobre um segredo impressionante depois de se reconectar com sua primeira esposa (Isabella Hofmann).                                                                                              |           |                            |                     |                        |                         |                            |
| 144 | 6         | "Epílogo"                  | Guy Ferland         | Rick Dunkle            | 2 de novembro de 2011   | 12,94                      |
| Quando os corpos de três vítimas de afogamento são encontrados na Floresta Nacional de Angeles, a BAU tenta traçar o perfil de um assassino determinado a descobrir o que acontece após a morte. Enquanto isso, Rossi pensa se deve ou não atender ao pedido de Carolyn. |           |                            |                     |                        |                         |                            |
| 145 | 7         | "Não há lugar como o lar"  | Rob Spera           | Virgil Williams        | 9 de novembro de 2011   | 11,36                      |
| Quando os corpos mutilados de dois adolescentes de Wichita, Kansas, são encontrados após uma série de tornados devastadores, a BAU se propõe a pegar um assassino estilo Frankenstein com segundas intenções sinistra. Enquanto isso, JJ lida com tensões inesperadas em casa. |           |                            |                     |                        |                         |                            |
| 146 | 8         | "Esperança"                | Michael Watkins     | Kimberly Ann Harrison  | 16 de novembro de 2011  | 12,72                      |
| Quando um membro do grupo de apoio às vítimas de Garcia desaparece logo após o reconhecimento do sétimo aniversário do sequestro de sua filha adolescente, o BAU se propõe a estabelecer uma conexão entre os dois eventos. |           |                            |                     |                        |                         |                            |
| 147 | 9         | "Profecia auto-realizável" | Charlie Haid        | Erica Messer           | 7 de dezembro de 2011   | 12,41                      |
| Quando cinco estudantes da academia militar da Flórida são encontrados mortos em um aparente suicídio em massa e outro estudante desaparece, a BAU suspeita que as ações não são o que parecem. Enquanto isso, Morgan bate de frente com Hotch depois que Strauss faz um movimento incomum. |           |                            |                     |                        |                         |                            |
| 148 | 10        | "A ciência agridoce"       | Rob Hardy           | Janine Sherman Barrois | 14 de dezembro de 2011  | 12,88                      |
| Quando dois homens da Filadélfia, Pensilvânia, são espancados até a morte, a BAU se propõe a rastrear um assassino com conexões com a cena do boxe da cidade. Enquanto isso, Hotch faz malabarismos com o treinamento para um próximo triathlon e se sente atraído por um colega atleta (Bellamy Young). |           |                            |                     |                        |                         |                            |
| 149 | 11        | "Verdadeiro Gênio"         | Glenn Kershaw       | Sharon Lee Watson      | 18 de janeiro de 2012   | 13,00                      |
| Quando um casal de San Francisco, Califórnia, é encontrado assassinado, a BAU decide determinar se um dos assassinos mais esquivos da história retornou ou não. Enquanto isso, Reid reflete sobre o que conquistou na vida depois de conhecer um colega prodígio em um seminário de crimes violentos. |           |                            |                     |                        |                         |                            |
| 150 | 12        | "Assunto Desconhecido"     | Michael Lange       | Breen Frazier          | 25 de janeiro de 2012   | 13,82                      |
| Quando uma série de agressões sexuais em Houston, Texas, contém a assinatura de um prolífico estuprador em série, a BAU reabre a investigação original e se vê confrontada com uma vítima com seu próprio tipo de justiça. Enquanto isso, Prentiss luta para não se envolver emocionalmente com a aproximação do aniversário de sua batalha com Ian Doyle.                                                            |           |                            |                     |                        |                         |                            |
| 151 | 13        | "Snake-eyes"               | Doug Aarniokoski    | Bruce Zimmerman        | 8 de fevereiro de 2012  | 13,31                      |
| Quando um gerente de cassino de Atlantic City, Nova Jersey, é espancado até a morte e encontra oito notas de um dólar em torno de uma carta de baralho colocada em seu cadáver, a BAU suspeita que o crime foi cometido por um assassino ritualístico viciado em jogos de azar. Enquanto isso, Garcia teme o pior depois de acordar de uma noite de bebedeira e encontrar um visitante inesperado em seu apartamento. |           |                            |                     |                        |                         |                            |
| 152 | 14        | "Horário de encerramento"  | Jesse Warn          | Rick Dunkle            | 15 de fevereiro de 2012 | 12,19                      |
| Quando três homens são mortos a tiros e castrados após a morte enquanto visitavam Los Angeles, Califórnia, a negócios, o BAU determina que as vítimas e o assassino estão conectados por uma perda pessoal. Enquanto isso, Hotch se prepara para seu primeiro encontro desde a morte de Haley. |           |                            |                     |                        |                         |                            |
| 153 | 15        | "Uma linha fina"           | Michael Watkins     | Virgil Williams        | 22 de fevereiro de 2012 | 12,78                      |
| O BAU retorna à Califórnia depois que duas famílias de San Bernardino são mortas a tiros em aparentes invasões de casas relacionadas a gangues. Enquanto isso, Prentiss e Morgan brigam depois de uma interessante sessão de treinamento de trainees da Academia do FBI . |           |                            |                     |                        |                         |                            |
| 154 | 16        | "Um caso de família"       | Rob Spera           | Kimberly Ann Harrison  | 29 de fevereiro de 2012 | 12,54                      |
| Quando duas prostitutas de Atlanta, Geórgia, são encontradas esfaqueadas até a morte, a BAU suspeita que os crimes foram cometidos por uma equipe de assassinato. Enquanto isso, Hotch se prepara para o triatlo do FBI e JJ planeja uma noite de garotas com Prentiss e Garcia. |           |                            |                     |                        |                         |                            |
| 155 | 17        | "Eu te amo, Tommy Brown"   | John Terlesky       | Janine Sherman Barrois | 14 de março de 2012     | 11,43                      |
| Quando três casais de Seattle, Washington são fuzilados no estilo de execução, a BAU suspeita que os crimes foram cometidos por uma assassina com instinto maternal. Enquanto isso, Garcia fica ansioso depois de ouvir uma conversa entre Kevin e Morgan. |           |                            |                     |                        |                         |                            |
| 156 | 18        | "Fundação"                 | Dermot Downs        | Jim Clemente           | 21 de março de 2012     | 12,09                      |
| Quando um garoto de Flagstaff, Arizona, desaparece na mesma noite em que um adolescente latino é encontrado vagando pelo deserto, a BAU suspeita que as memórias reprimidas de uma mulher local podem ser a chave para a identidade do sequestrador. Enquanto isso, Morgan usa seu passado conturbado para estabelecer uma conexão com o sobrevivente.                                                                |           |                            |                     |                        |                         |                            |
| 157 | 19        | "Mansão Heathridge"        | Matthew Gray Gubler | Sharon Lee Watson      | 4 de abril de 2012      | 11,34                      |
| Quando um professor de matemática de Medford, Oregon, é encontrado morto por envenenamento por nicotina em uma instituição psiquiátrica há muito abandonada e uma lista de vítimas em potencial é descoberta na cena do crime, a BAU se propõe a traçar o perfil de um satanista com uma obsessão perigosa que decorre de um problema passado.                                                                        |           |                            |                     |                        |                         |                            |
| 158 | 20        | "A empresa"                | Nelson McCormick    | Breen Frazier          | 11 de abril de 2012     | 11,81                      |
| Quando a irmã mais velha de Morgan sofre um acidente de carro ao tentar seguir uma mulher que estranhamente se parece com sua prima presumivelmente morta, Cindi, a BAU faz malabarismos para reabrir o caso em seu desaparecimento e rastrear um sádico sexual envolvido em um anel sadomasoquista. |           |                            |                     |                        |                         |                            |
| 159 | 21        | "Vara de Adivinhação"      | Doug Aarniokoski    | Bruce Zimmerman        | 2 de maio de 2012       | 11,47                      |
| Quando uma mulher de Enid, Oklahoma, é esfaqueada até a morte na mesma noite em que um serial killer é executado, o BAU determina que o crime foi cometido por um imitador e se propõe a impedi-los de tirar outra vida. Enquanto isso, Prentiss fica ansioso depois de fazer uma oferta por uma casa. |           |                            |                     |                        |                         |                            |
| 160 | 22        | "Perfil 101"               | Félix Alcalá        | Virgil Williams        | 9 de maio de 2012       | 11,62                      |
| O BAU apresenta um dos casos de serial killers mais antigos para uma turma de graduação da universidade de Seattle, Washington, levando-os através de uma perseguição de duas décadas por um prolífico serial killer que se tornou conhecido por remover fatalmente os órgãos reprodutivos de suas vítimas. |           |                            |                     |                        |                         |                            |
| 161 | 23        | "Bater"                    | Michael Lange       | Rick Dunkle            | 16 de maio de 2012      | 13,68                      |
| Quando uma gangue de ladrões assassinos em série faz vários reféns civis depois de não conseguir se infiltrar em um banco de Washington, DC, o BAU faz malabarismos para traçar o perfil dos ladrões e impedir que a situação se desenvolva. Enquanto isso, JJ se envolve emocionalmente ao saber que Will está entre os reféns e Prentiss recebe um telefonema que a obriga a contemplar seu futuro.                 |           |                            |                     |                        |                         |                            |
| 162 | 24        | "Corre"                    | Glenn Kershaw       | Erica Messer           | 16 de maio de 2012      | 13,68                      |
| Com os membros restantes dos Face Cards fugindo e Will considerado vivo, mas desaparecido, o BAU se propõe a impedir que um deles encontre um fim violento depois de determinar que os roubos eram uma fachada para um motivo sinistro. Enquanto isso, Prentiss toma uma decisão arrasadora que promete redefinir para sempre a equipe.                                                                               |           |                            |                     |                        |                         |                            |